# Erhard Brandl
Erhard Joseph Brandl (* 23. Dezember 1923 in Lobs, Tschechoslowakei; † 1. Oktober 1974 in Perth, Australien) war ein deutsch-tschechoslowakischer Prospektor und Erforscher der Kultur der Aborigines.

## Leben
Der Enkel des Oberlehrers Hermann Brandl war Absolvent des Gymnasiums in Duppau. Als der Zweite Weltkrieg im Mai 1945 zu Ende war, fand Erhard Brandl, schwer kriegsverletzt, seine Eltern Anton Brandl und Anna Maria, geborene Brandl, als Sudetendeutsche auf Grund der Beneš-Dekrete heimatvertrieben, in Neuhaus an der Pegnitz in Mittelfranken wieder.
Im Jahr 1949 begann Brandl ein Studium der Geologie an der Ludwig-Maximilians-Universität München und setzte es an der Freien Universität Berlin fort. Im Jahre 1956 nahm er ein Beschäftigungsangebot der Verwaltung einer Kupfermine in Mount Isa in Australien als Prospektor an und war durch Jahre für eine Bergwerksgesellschaft mit Erfolg tätig. Er kam in Verbindung zur Kultur des Volkes der Aborigines, erlernte die Sprache Ngalgbon, gewann ihr Vertrauen und gab seinen Beruf als Prospektor in Mount Isa auf.
Ein Forschungsauftrag der australischen Regierung ermöglichte es Erhard Brandl, als Senior Research Officer das Eingeborenenreservate in Arnhemland zu bereisen und die Kultstätten und Felsmalereien der dort ansässigen Aborigines in Augenschein zu nehmen. Im Jahre 1965 erreichte er, zusammen mit seiner Frau Maria, die Deaf Adder Region. Am Oberen Alligator River erforschte er die bis dahin unbekannten, halbplastischen Figuren an Höhlenwänden aus steinhartem Bienenwachs und weitere Höhlenmalereien und gab 1973, das nach seinem Tod als „the brandl book“ genannte Standardwerk zu der Kultur der Frühzeit der Aborigines heraus. Die Abkürzung seines Vornamens E.J. erscheint in australischen Literaturverzeichnissen auch als Erik (Eric) Josef Brandl. Eine umfangreiche Fotosammlung von den Felsmalereien verschiedener Stämme – erarbeitet mit dem australischen Anthropologen und Photographen Charles P. Mountford (1890–1976) – wurde wissenschaftlich und kommerziell genutzt. Am 1. Oktober 1974 wurde Erhard Joseph Brandl am Strand des Pazifischen Ozeans tot mit einer Wunde am Kopf gefunden.
Brandl war verheiratet mit der Anthropologin Maria M. Brandl, Assistentin am Department of Anthropologie, University of Western Australia und Mitglied der Aborigines Development Commission.
Er gilt als der erste Forscher in Australien, welcher die Deaf Adder Figuren registriert und kompetent beschrieben hat (Australien Registrars Committee Conference, Melbourne 2001).

## Publikationen
- Charles P. Mountford, Eric Brandl: Aboriginal cave paintings, Mountain; Creek Waterhole St. Vidgeon, Northern Territory of Australia. In: Records of the South Australien Museum. vol. 15, no 3, 1967, S. 371–382.

- Aboriginal rock designs in Beewax and description of cave paintings sites in Western Arnhem Land,  Archaeology and Physical Anthropology. University of Sydney, 1968.

- Charles P. Mountford, Erhard  J. Brandl:  Aborigines cave paintings and rock markings at Ingaladdi rock shelter Willeroo* Northern Territory of Australia. Government Printer, Adelaide 1968.

- Australien Aboriginal paintings in western central Arnheim Land. Australien Institut of Aboriginel Studies, Canberra 19*3.

- Australien Aboriginal paintings in western and central Arnhem Land, temporal sequences and elements of style in Cadell River a*d Deaf Adder Creek art. Canberra 1973. (Ein erster Nachdruck erfolgte im Jahre 1982 (ISBN 0-391-02611-9), acht Jahre nach dem Tod des Verfassers und einen zweiten Nachdruck gab die Aboriginal Studies Press in Canberra im Jahre 1988 heraus.)

Aus dem Nachlass veröffentlicht
- E. J. Brandl: Human stick figures in rock art; Australian Institute of Aboriginal Studies. Canberra 1977.